# Arsen Anton Ostojić
Arsen Anton Ostojić (Split, 29. srpnja 1965.) hrvatski je filmski redatelj i scenarist. 

## Filmografija
- Ta divna splitska noć
- Ničiji sin
- Halimin put ( Halimin put, 2012)
- F20

## Nagrade
Godine 2008. osvojio je Zlatnu arenu za najboljeg redatelja na filmskom festivalu u Puli a bio je nominiran 2004. na Europskim filmskim nagradama. 

## Vanjske poveznice
- Službena stranica
- Arsen Anton Ostojić u internetskoj bazi filmova IMDb-u (engl.)